# De Waterdraagster

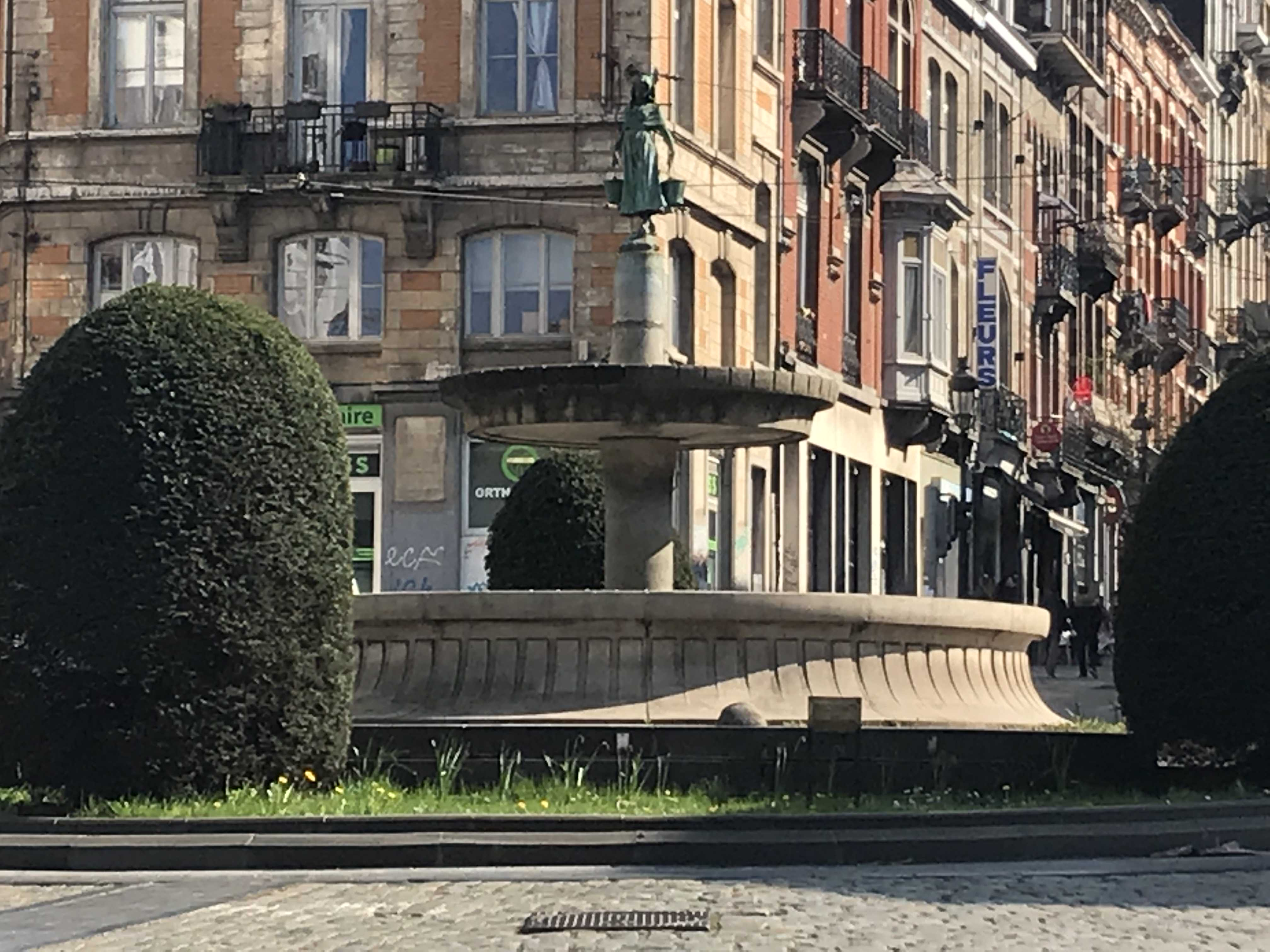
Kopie van 'De Waterdraagster', Sint-Gillis

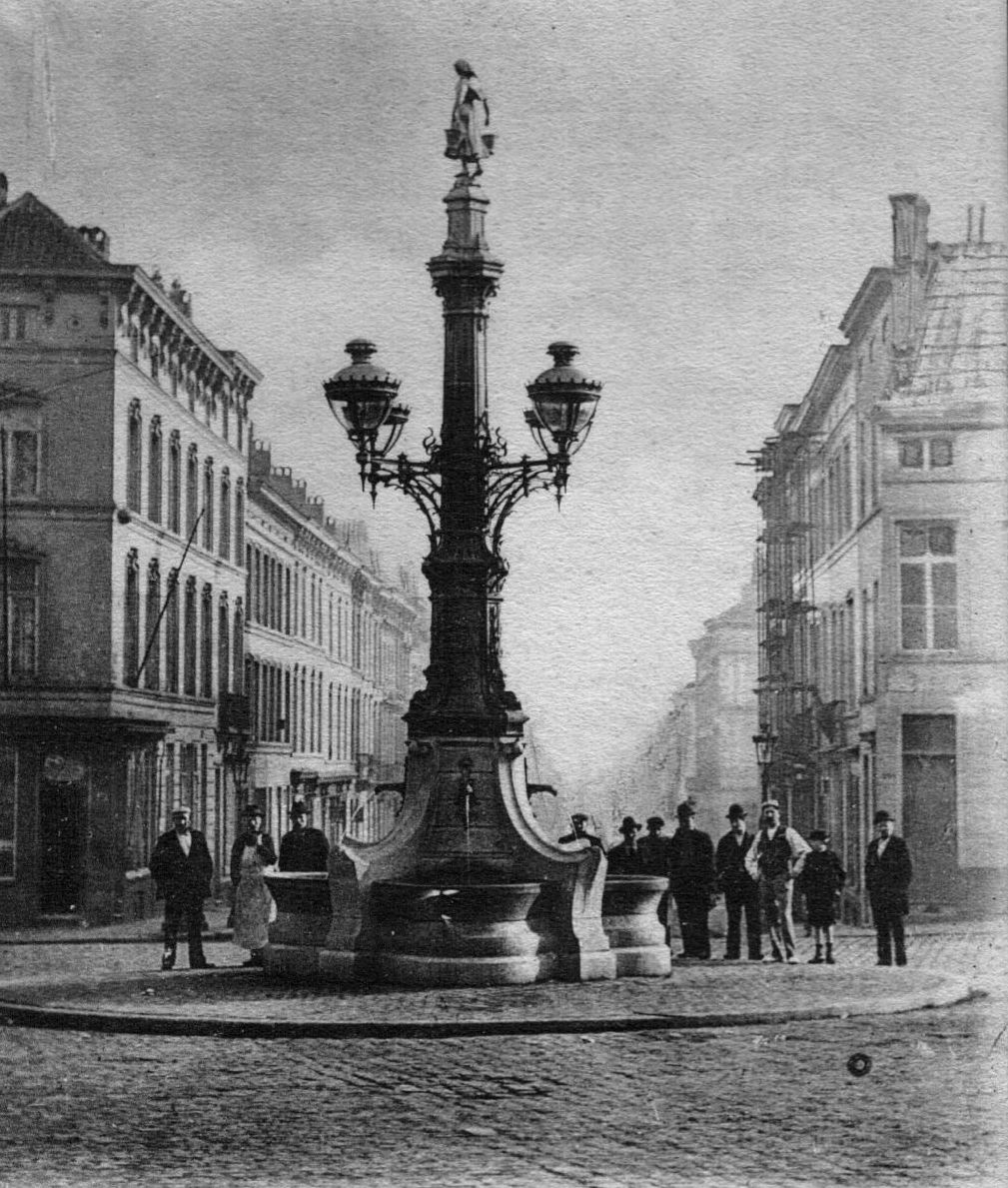
De originele fontein

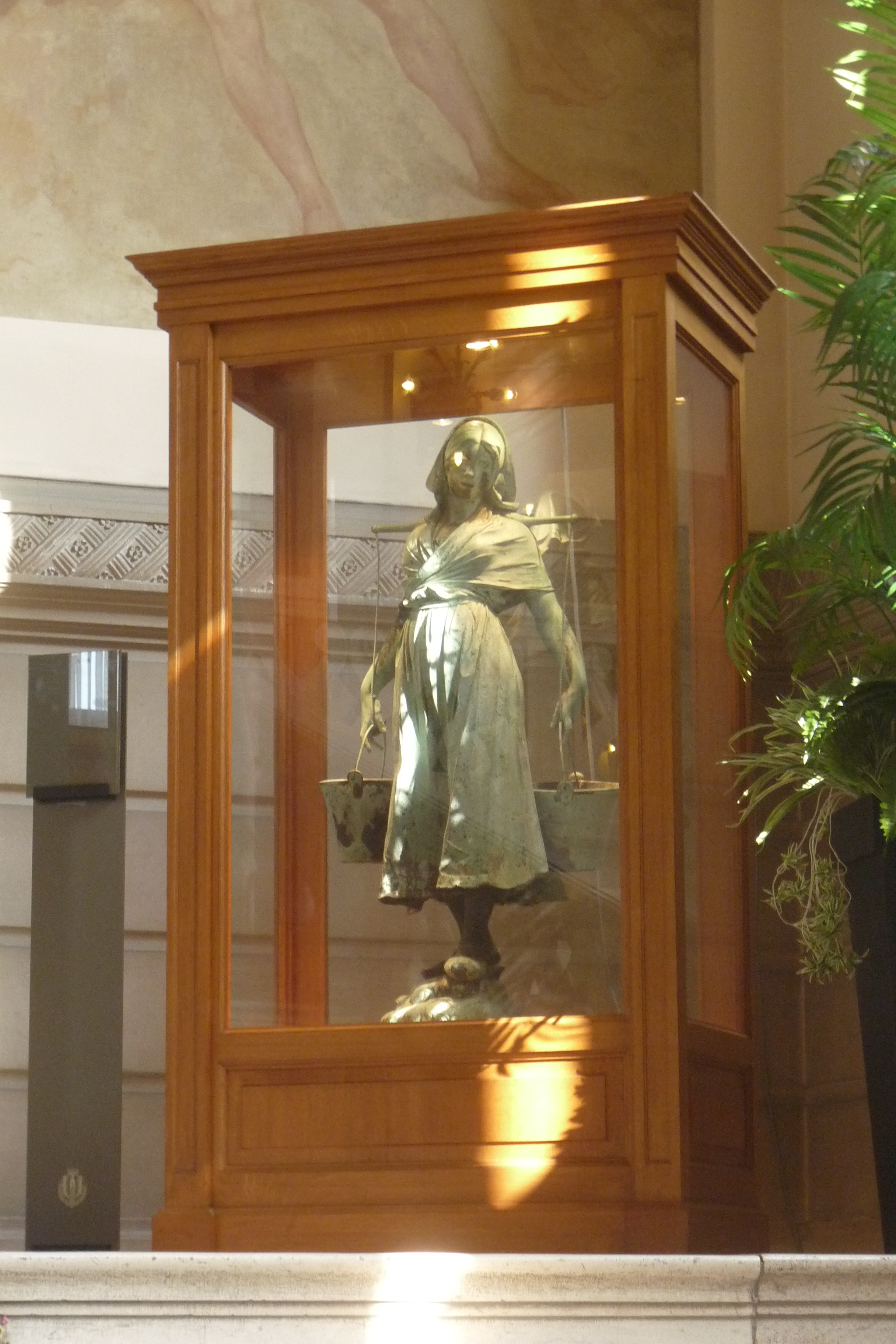
Het oorspronkelijk vergulde beeld in het Gemeentehuis van Sint-Gillis

De Waterdraagster (Frans: La Porteuse d'eau) is een bronzen standbeeld op het rondpunt van de Bareel in de Brusselse gemeente Sint-Gillis in België. Het is een werk van de beeldhouwer en medailleur Julien Dillens, dat op 10 april 1900 werd ingehuldigd als onderdeel van een fontein. Het standbeeld stelt een jong meisje met twee emmertjes water voor.

## Thema
De opdracht voor de fontein werd in 1898 gegeven door het gemeentebestuur om de komst van leidingwater uit de rivier de Bocq te gedenken. Julien Dillens behandelde het thema aan de hand van een jong meisje dat haar emmers met dit nieuwe stadswater kwam vullen om de paarden van de toenmalige omnibus te drenken. Sinds 1871 was de Bareel de terminus (na een lastige klim) van de paardentram uit Brussel-centrum. Het toponiem Bareel verwees naar de mobiele afsluitingen die er vroeger stonden om tol te heffen op het gebruik van de Waterloosesteenweg en de Alsembergsesteenweg, die elkaar daar kruisen. Nadien ging de Waterdraagster op de fontein van de Bareel symbool staan voor het onthaal van nieuwelingen.

## Geschiedenis
Tegen het einde van de negentiende eeuw verdwenen de waterdragers- en draagsters uit het straatbeeld. Dit kwam door de opkomst van moderne waterdistributiemaatschappijen, waarbij bronputten en pompen vervangen werden door leidingen en kranen.
In 1898 kreeg Franse beeldhouwer en architect Alban-Chambon de opdracht van de gemeenteraad om een fontein te midden van de kruising van de Sint-Gillis Bareel te plaatsen. Het onderste deel en de bekkens werden uit graniet gehouwen. Vier spuitmonden in de vorm van chimeren zorgden voor het water. De kolomvormige sokkel, met een diameter van 1,4 meter, bestond uit zandsteen en was versierd met dolfijnen en vier verguld bronzen lantarens. Op de top kreeg De Waterdraagster, die ook was verguld, haar vaste plek. Het geheel werd ingehuldigd op 10 april 1900.
In 1902 ontstond er een geschil omdat het uit zandsteen gemaakte gedeelte een barst vertoonde. Vijf jaar later werd dit hersteld met een laag cement. In 1929 verdwenen de lantaarns en in 1932 werd uiteindelijk ook de fontein gesloopt. De Waterdraagster werd overgebracht naar een tuin van de Parklaan in Sint-Gillis. In 1974 bouwde de Waalse architect Jean Delhaye in opdracht van de gemeenteraad een nieuwe fontein in het midden van de bareel. In de zomer van 1977 werd de fontein in gebruik gesteld en keerde De Waterdraagster terug. Door verontreiniging doorheen de jaren was het verguldsel verdwenen en werd het beeld aangetast. Burgemeester Charles Picqué liet La Porteuse d'eau op 7 mei 1994 wegnemen en vervangen door een kopie. Het origineel werd overgebracht naar de eretrap van het gemeentehuis van Sint-Gillis.

## Kostuum
Naar aanleiding van de achthonderdste verjaardag van Sint-Gillis in 2016 kreeg De Waterdraagster als uniek Brussels erfgoed een eerbetoon. Het hoogtepunt van het jubileum in de stad toen was de spektakeloptocht 'De Waterdraagsters'. Hierbij vertrokken vier burgerparades aan het Betlehemplein, het Moskouplein, de Pianofabriek en het Delporteplein om dan samen te vloeien aan de Bareel. Ter gelegenheid van de Ommegang van Brussel kreeg De Waterdraagster in september 2017 haar allereerste kostuum, een vrouwelijke repliek van een herderskostuum dat was geschonken aan Manneken Pis. Dit herderskostuum is al afgebeeld op een 17e-eeuws schilderij van Denijs van Alsloot (Wagenstoet op de Zavel, onderdeel van zijn reeks De Ommegang van 1615 in Brussel).